# Carol und die Weihnachtsgeister
Carol und die Weihnachtsgeister ist ein Fantasyfilm von Matthew Irmas aus dem Jahr 2003. Die Handlung des Films beruht auf der 1843 veröffentlichten Erzählung A Christmas Carol von Charles Dickens, transportiert sie in die heutige Zeit und ändert die Hauptperson in eine erfolgreiche, reiche Moderatorin.

## Handlung
Carol Cummings ist eine schöne, erfolgreiche und wohlhabende Fernsehmoderatorin, die aber auch gleichzeitig ihre Mitarbeiter ausnutzt und ausbeutet. Ihr sind ausschließlich Geld und Erfolg wichtig, dazu schikaniert sie jeden, mit dem sie zusammenarbeitet, vor allem ihre Assistentin Roberta Timmons, eine alleinerziehende Mutter, die Angst um ihren Job hat. Cummings plant ein weihnachtliches TV-Special, welches in absoluter Perfektion ablaufen soll. Während der Vorbereitungen schläft sie ein und wird vom Geist ihrer Tante Marla besucht, die zu ihrer Zeit eine noch unerträglichere Diva als Carol war. Marla warnt sie und ermahnt sie, sich zu ändern, da ihr sonst ewige Verdammnis droht. Sie kündigt ihr den Besuch von drei Weihnachtsgeistern an, dies sind die Geister der vergangenen, gegenwärtigen und zukünftigen Weihnacht. Sie führen Carol ihr Leben vor Augen, um sie zu einer Änderung ihres Verhaltens zu bewegen.

## DVD-Veröffentlichung
Im November 2013 erschien die deutsche Version dieses Films erstmals unter dem Titel Carol und die Weihnachtsgeister bei Justbridge Entertainment.